# Recep Tayyip Erdoğan
Recep Tayyip Erdoğan (Istanbul, 26. veljače 1954.), turski političar, dvanaesti predsjednik Republike Turske od 2014. godine. Od 2003. do 2014. godine bio je predsjednik Vlade. Također je bio na dužnosti gradonačelnika Istanbula od 1994. do 1998. godine Jedan je od utemeljitelja vodeće Stranke pravde i razvitka (AKP), čiji je bio predsjednik do 2014. godine.
Maturirao je u islamskoj srednjoj školi Imama Hatipa, a nakon toga studirao je na Fauktetu ekonomije i komercijalnih znanosti Sveučilišta u Marmari, gdje je diplomirao 1981. godine. Također se bavio nogometom između 1969. i 1982. godine. Za gradonačelnika Istanbula izabran je na lokalnim izborima 27. ožujka 1994. godine. Zbačen je s položaja i osuđen na desetomjesečnu zatvorsku kaznu zbog recitiranja pjesme tijekom javnog obraćanja u vilajetu Siirt 1997. godine. Nakon manje od mjesec dana provedenih u zatvoru, Erdoğan je 2001. godine osnovao Stranku pravde i razvitka. Nakon godinu dana postojanja, AKP je postao najpopularniji politički pokret u Turskoj. Na općim izborima 2002. godine, AKP je dobio 34% glasova i gotovo dvije trećine zastupnika u Skupštini, na osnovi čega je obrazovana prva jednostranačka vlada od 1987. godine.
Četrdeset pet godina nakon potpisivanja Pristupnog sporazuma s Europskom unijom, pregovori oko turskog ulaska u EU počeli su u vrijeme Erdoğanovog mandata. Usporedno, odnosi civilnih i vojnih vlasti su se kretali ka normalizaciji, pri čemu je utjecaj vojske umanjen. Kamatne stope su smanjene, a dohodak po stanovniku je porastao.
Erdoğanova vanjska politika počiva na neoosmanizmu, prema kojemu Turska treba zadržati ili ojačati svoju prisutnost u zemljama bivšeg Osmanskog Carstva. U vrijeme njegovog mandata, Turska je učvrstila svoj položaj regionalne sile s globalnim ambicijama.
AKP je dobio izbore 2007. godine, čime je prvi puta nakon 52 godine stranka na vlasti dobila više glasova za drugi mandat. Na općim izborima 2011. godine, AKP je ponovno izabran na treći mandat, a Erdoğan je ostao predsjednik vlade.
S 2013. na 2014. godinu odvijali su se prosvjedi Erdoğanovih protivnika radi navodnog jačanja Erdoğanove i autoritativnosti njegove vlade, te protiv njegovih politika. Početni prosvjedi su započeli kao obrana gradskog parka, no nakon žestoke reakcije policije u kojoj su spaljeni šatori demonstranata, prosvjedi su se proširili širom Turske. Nakon što su počele demonstracije, policija je nastavila s uporabom suzavaca i vodenih topova kako bi nadzirala i raspršila demonstracije. Turska je po Erdoğanovu naređenju blokirala Twitter, nakon što su njegovi korisnici kritizirali Erdoğana radi navodne upletenosti u korupcijski skandal. Erdoğan je ispoštovao odluku sudstva da naredi ukidanje zabrane, te su Twitter i YouTube bili odblokirani. Njegova odluka učinila se opravdanom, pa je smanjen pritisak na njega, što se pokazalo na lokalnim izborima 2014. godine, koji su pokazali da je zadržao snažnu političku podršku u Turskoj. Podrška AKP-u porasla je za 7%.
Erdoğan je 1. srpnja 2014. godine imenovan AKP-ovim kandidatom na predsjedničkim izborima 2014. godine. Izabran je s 51,78% glasova 10. kolovoza 2014. godine, a dužnost je preuzeo 28. kolovoza.

## Mladost
Erdoğan je rođen u četvrti Kasımpaşa u Istanbulu, u obitelji koja se preselila iz vilajeta Rize.
Djetinjstvo je proveo u Rizi, gradu u kojemu je njegov otac vio pripadnik Turske obalne straže. Obitelj mu se vratila u Istanbul kada je imao 13 godina. Kao tinejdžer, Erdoğan je na ulicama turbulentnijih gradskih naselja prodavao limunadu i peciva od sezama kako bi zaradio dodatni novac.
Odgojen je u vjerničkoj muslimanskoj obitelji. Završio je osnovnu školu Piyale Kasımpaşe 1965. godine, te je pohađao istanbulsku vjersku Srednju strukovnu školu İmama Hatipa do 1973. godine. Iste godine je maturirao u srednjoj školi u Eyüpu u Istanbulu. Potom je studirao poslovno upravljanje u četvrti Aksaray u Školi ekonomije i komercijalnih znanosti, sada Fakultetu ekonomije i upravnih znanosti Sveučilišta u Marmari.
Erdoğan se u mladosti bavio poluprofesionalnim nogometom u mjesnom klubu. Fenerbahçe je želio transferirati Erdoğan u klub, no to je spriječio njegov otac. Stadion mjesnog nogometnog kluba u okrugu u kojemu je odrastao, Kasımpaşe S. K., nazvan je po njemu.[nedostaje izvor]

## Početci političke karijere
Dok je studirao poslovno upravljanje na Fakultetu ekonomije i upravnih znanosti Sveučilišta u Marmari i bavio se poluprofesionalnim nogometom, Erdoğan se istovremeno bavio i politikom. Pridružio se antikomunističkom Nacionalnom turskom savezu studenata. Napisao je, režirao i igrao glavnog lika u predstavi Maskomya 1974. godine, u kojoj su masonstvo, komunizam i židovstvo prikazani kao zli. Postao je predsjednik mladeži islamističke Stranke nacionalnog spasa 1976. godine u Beyoğluu. Iste godine, promaknut je na položaj predsjednika istanbulskog ogranka stranačke mladeži.[nedostaje izvor]
Nakon državnog udara 1980. godine, kao i većina pristaša Necmettina Erbakana, pridružio se islamističkoj Stranci skrbi. Postao je predsjednik stranačkog ogranka u Beyoğluu 1984. godine, a iduće godine imenovan je predsjednikom istanbulskog ogranka. Izabran je u Skupštinu 1991. godine, no dobio je zabranu preuzimanja mandata.[nedostaje izvor]

### Gradonačelnik Istanbula
Na lokalnim izborima održanim 27. ožujka 1994. godine, Erdoğan je izabran za gradonačelnika Istanbula, vodećeg društvenog i gospodarskog grada u Turskoj i jedne od najvećih metropola u svijetu. Dobio je većinu glasova, 25,19% na izravnim izborima. Mnogi su se bojali da će nametnuti islamističke zakone, no, Erdoğan se ponašao pragmatički. Rješavao je zastarjele probleme Istanbula, kao što su bili nedostatak vode, zagađenje i prometni kaos. Nedostatak vode riješen je polaganjem stotina kilometara novog vodovoda. Problem smeća riješen je uspostavljanjem najnovijih reciklažnih postrojenja. Dok je bio u uredu, zagađenje zraka je smanjeno prelaženjem na uporabu prirodnog plina. Zamijenio je javne autobuse s onima podobnim za okoliš. Gradski promet i prometna gužva poboljšani su s više od pedeset mostova, vijadukata i autoputeva. Poduzeo je mjere sprječavanja korupcije i pobrinuo da se gradski proračun rabi promišljeno. Isplatio je veći udio istanbulskog duga vrijednog dvije milijarde dolara i u međuvremenu uložio četiri milijarde dolara u grad.
Erdoğan je inicirao prvi okrugli stol gradonačelnika tijekom Istnabulske konferencije, što je dovelo do globalnog, organiziranog pokreta gradonačelnika. Sedam članova međunarodne porote Ujedinjenih naroda jednoglasno je odlučilo Erdoğanu dodijeliti nagradu UN-HABITAT-a.

## Vanjske poveznice
|  | Zajednički poslužitelj ima stranicu o temi Recep Tayyip Erdoğan |